# Lumbrineris homodentata
Lumbrineris homodentata är en ringmaskart som beskrevs av Hartmann-Schröder 1965. Lumbrineris homodentata ingår i släktet Lumbrineris och familjen Lumbrineridae. Inga underarter finns listade i Catalogue of Life.